# Emirates Cup 2015
Navigation
Édition précédente Édition suivante
L’édition 2015 de l'Emirates Cup est la 8e de cette compétition de football amicale organisée par Arsenal. L'Emirates Cup a lieu les 25 et 26 juillet 2015 à l'Emirates Stadium. 
Comme lors des éditions 2007 à 2010 ainsi qu'en 2013 et 2014, un point est attribué par but marqué.
Lors de la première journée, le 25 juillet, Villarreal bat Wolfsburg 2-1 et Arsenal s'impose 6-0 contre Lyon.
Lors de la deuxième journée, le 26 juillet, Villarreal bat Lyon 2-0 et Arsenal s'impose 1-0 contre Wolfsburg. Arsenal remporte le trophée avec 13 points.

## Classement final
| Rang | Équipe             | Pts | J | G | N | P | Bp | Bc | Diff |
| ---- | ------------------ | --- | - | - | - | - | -- | -- | ---- |
| 1    | Arsenal FC         | 13  | 2 | 2 | 0 | 0 | 7  | 0  | +7   |
| 2    | Villarreal CF      | 10  | 2 | 2 | 0 | 0 | 4  | 1  | +3   |
| 3    | VfL Wolfsbourg     | 1   | 2 | 0 | 0 | 2 | 1  | 3  | -2   |
| 4    | Olympique lyonnais | 0   | 2 | 0 | 0 | 2 | 0  | 8  | -8   |

## Journées

### 1erjour
| Samedi 25 juillet 2015 | VfL Wolfsbourg | 1 – 2   | Villarreal CF          | Emirates Stadium, Londres                      |                                                |
| 14:00 WEST             | Perišić 10e    | (1 - 2) | 8e Gaspar · 17e Nahuel | Spectateurs : 56 690 Arbitrage : Robert Madley | Spectateurs : 56 690 Arbitrage : Robert Madley |
| 14:00 WEST             | Rapport        |         |                        | Spectateurs : 56 690 Arbitrage : Robert Madley | Spectateurs : 56 690 Arbitrage : Robert Madley |

| Samedi 25 juillet 2015 | Arsenal                                                                               | 6 – 0   | Olympique lyonnais | Emirates Stadium, Londres                      |                                                |
| 16:20 WEST             | Giroud 29e · Oxlade-Chamberlain 34e · Iwobi 35e · Ramsey 38e · Özil 62e · Cazorla 84e | (4 - 0) |                    | Spectateurs : 56 690 Arbitrage : Jonathan Moss | Spectateurs : 56 690 Arbitrage : Jonathan Moss |
| 16:20 WEST             | Rapport                                                                               |         |                    | Spectateurs : 56 690 Arbitrage : Jonathan Moss | Spectateurs : 56 690 Arbitrage : Jonathan Moss |

### 2ejour
| Dimanche 26 juillet 2015 | Olympique lyonnais | 0 – 2   | Villarreal CF                      | Emirates Stadium, Londres                   |                                             |
| 14:00 WEST               |                    | (0 - 1) | Soriano 31e (pen.) · Baptistão 54e | Spectateurs : 59 918 Arbitrage : Ryuji Sato | Spectateurs : 59 918 Arbitrage : Ryuji Sato |
| 14:00 WEST               | Rapport            |         |                                    | Spectateurs : 59 918 Arbitrage : Ryuji Sato | Spectateurs : 59 918 Arbitrage : Ryuji Sato |

| Dimanche 26 juillet 2015 | Arsenal     | 1 – 0   | VfL Wolfsbourg | Emirates Stadium, Londres                     |                                               |
| 16:20 WEST               | Walcott 50e | (0 - 0) |                | Spectateurs : 59 918 Arbitrage : Craig Pawson | Spectateurs : 59 918 Arbitrage : Craig Pawson |
| 16:20 WEST               | Rapport     |         |                | Spectateurs : 59 918 Arbitrage : Craig Pawson | Spectateurs : 59 918 Arbitrage : Craig Pawson |

## Buteurs
| Rang | Joueur                  | Équipe     | But |
| ---- | ----------------------- | ---------- | --- |
| 1    | Santi Cazorla           | Arsenal    | 1   |
| 1    | Olivier Giroud          | Arsenal    | 1   |
| 1    | Alex Oxlade-Chamberlain | Arsenal    | 1   |
| 1    | Theo Walcott            | Arsenal    | 1   |
| 1    | Aaron Ramsey            | Arsenal    | 1   |
| 1    | Mesut Özil              | Arsenal    | 1   |
| 1    | Alex Iwobi              | Arsenal    | 1   |
| 1    | Matias Nahuel Leiva     | Villarreal | 1   |
| 1    | Mario Gaspar            | Villarreal | 1   |
| 1    | Bruno Soriano           | Villarreal | 1   |
| 1    | Léo Baptistão           | Villarreal | 1   |
| 1    | Ivan Perišić            | Wolfsburg  | 1   |